# Cnemidocarpa
Cnemidocarpa is een geslacht van zakpijpen (Ascidiacea) uit de familie Styelidae en de orde Stolidobranchia.

## Soorten
- Cnemidocarpa acanthifera Monniot F., 2011
- Cnemidocarpa aculeata Kott, 1985
- Cnemidocarpa alentura (Herdman, 1906)
- Cnemidocarpa alisi Monniot C., 1992
- Cnemidocarpa amphora Kott, 1992
- Cnemidocarpa annectens (Hartmeyer, 1921)
- Cnemidocarpa areolata (Heller, 1878)
- Cnemidocarpa barbata Vinogradova, 1962
- Cnemidocarpa bathyphila Millar, 1955
- Cnemidocarpa bicornuta (Sluiter, 1900)
- Cnemidocarpa bifurcata Millar, 1964
- Cnemidocarpa bythia (Herdman, 1881)
- Cnemidocarpa calypso Monniot C., 1970
- Cnemidocarpa campylogona Millar, 1988
- Cnemidocarpa captiva Monniot F., 2016
- Cnemidocarpa cirrata Ärnbäck, 1922
- Cnemidocarpa clara (Hartmeyer, 1906)
- Cnemidocarpa clipeata (Ärnbäck, 1921)
- Cnemidocarpa completa Kott, 1985
- Cnemidocarpa concha Monniot C., 2002
- Cnemidocarpa cornicula Monniot C., 1978
- Cnemidocarpa devia Ärnbäck, 1931
- Cnemidocarpa digonas Monniot C. & Monniot F., 1968
- Cnemidocarpa drygalskii (Hartmeyer, 1911)
- Cnemidocarpa effracta Monniot C., 1978
- Cnemidocarpa eposi Monniot C. & Monniot F., 1994
- Cnemidocarpa fertilis (Hartmeyer, 1906)
- Cnemidocarpa finmarkiensis (Kiaer, 1893)
- Cnemidocarpa fissa Kott, 1985
- Cnemidocarpa floccosa (Sluiter, 1904)
- Cnemidocarpa hemprichi Hartmeyer, 1916
- Cnemidocarpa incubita (Sluiter, 1904)
- Cnemidocarpa intestinata Kott, 1985
- Cnemidocarpa irene (Hartmeyer, 1906)
- Cnemidocarpa jacens Monniot F. & Monniot C., 2003
- Cnemidocarpa javensis Millar, 1975
- Cnemidocarpa joannae (Herdman, 1898)
- Cnemidocarpa lapidosa (Herdman, 1906)
- Cnemidocarpa lobata (Kott, 1952)
- Cnemidocarpa longata (Kott, 1954)
- Cnemidocarpa margaritifera Michaelsen, 1919
- Cnemidocarpa minuta (Herdman, 1881)

- Cnemidocarpa miyadii Tokioka, 1949
- Cnemidocarpa mollis (Stimpson, 1852)
- Cnemidocarpa mollispina Ärnbäck, 1922
- Cnemidocarpa mortenseni (Hartmeyer, 1912)
- Cnemidocarpa nisiotis (Sluiter, 1900)
- Cnemidocarpa nordenskjöldi (Michaelsen, 1898)
- Cnemidocarpa novaezelandiae (Michaelsen, 1912)
- Cnemidocarpa ochotense Sanamyan, 1992
- Cnemidocarpa ohlini (Michaelsen, 1898)
- Cnemidocarpa oligocarpa (Sluiter, 1885)
- Cnemidocarpa otagoensis Brewin, 1952
- Cnemidocarpa pedata (Herdman, 1881)
- Cnemidocarpa personata (Herdman, 1899)
- Cnemidocarpa pfefferi (Michaelsen, 1898)
- Cnemidocarpa platybranchia Millar, 1955
- Cnemidocarpa posthuma Hartmeyer, 1927
- Cnemidocarpa psammophora Millar, 1962
- Cnemidocarpa quadrata (Herdman, 1881)
- Cnemidocarpa radicata (Millar, 1962)
- Cnemidocarpa radicosa (Herdman, 1882)
- Cnemidocarpa ramosa Nishikawa, 1991
- Cnemidocarpa recta Monniot C., 1991
- Cnemidocarpa reticulata Millar, 1975
- Cnemidocarpa rhizopus (Redikorzev, 1907)
- Cnemidocarpa sabulosa Glémarec & Monniot C., 1966
- Cnemidocarpa schumacheri Monniot C., 2002
- Cnemidocarpa sedata (Sluiter, 1904)
- Cnemidocarpa sericata (Herdman, 1888)
- Cnemidocarpa serpentina (Sluiter, 1912)
- Cnemidocarpa squamata Lützen, 1970
- Cnemidocarpa stewartensis  Michelsen, 1922
- Cnemidocarpa stolonifera (Herdman, 1899)
- Cnemidocarpa subpinguis (Herdman, 1923)
- Cnemidocarpa tenerispinosa Tokioka & Nishikawa, 1978
- Cnemidocarpa tinaktae (Van Name, 1918)
- Cnemidocarpa traustedti (Sluiter, 1890)
- Cnemidocarpa tribranchiata Kott, 1992
- Cnemidocarpa tripartita Kott, 1985
- Cnemidocarpa univesica Monniot F., 2011
- Cnemidocarpa verrucosa (Lesson, 1830)
- Cnemidocarpa victoriae Monniot C. & Monniot F., 1983
- Cnemidocarpa zenkevitchi Vinogradova, 1958

Niet geaccepteerde soorten:
- Cnemidocarpa asymmetra (Hartmeyer, 1912) → Asterocarpa humilis (Heller, 1878)
- Cnemidocarpa aucklandica Bovien, 1921 → Asterocarpa humilis (Heller, 1878)
- Cnemidocarpa cerea (Sluiter, 1900) → Asterocarpa humilis (Heller, 1878)
- Cnemidocarpa chinensis Tokioka, 1967 → Polycarpa chinensis (Tokioka, 1967)
- Cnemidocarpa coerulea (Quoy & Gaimard, 1834) → Asterocarpa coerulea (Quoy & Gaimard, 1834)
- Cnemidocarpa etheridgii (Herdman, 1899) → Cnemidocarpa radicosa (Herdman, 1882)
- Cnemidocarpa gregaria (Kesteven, 1909) → Asterocarpa humilis (Heller, 1878)
- Cnemidocarpa hartogi Michaelsen, 1927 → Cnemidocarpa irene (Hartmeyer, 1906)
- Cnemidocarpa heterotentaculata Beniaminson, 1971 → Cnemidocarpa clara (Hartmeyer, 1906)
- Cnemidocarpa humilis (Heller, 1878) → Asterocarpa humilis (Heller, 1878)
- Cnemidocarpa irma Hartmeyer, 1927 → Cnemidocarpa irene (Hartmeyer, 1906)
- Cnemidocarpa legalli Gravier, 1955 → Cnemidocarpa irene (Hartmeyer, 1906)
- Cnemidocarpa macrogastra (Oka, 1935) → Cnemidocarpa clara (Hartmeyer, 1906)
- Cnemidocarpa madagascariensis Hartmeyer, 1916 → Cnemidocarpa hemprichi Hartmeyer, 1916
- Cnemidocarpa masuii Tokioka, 1949 → Cnemidocarpa miyadii Tokioka, 1949
- Cnemidocarpa monnioti Beniaminson, 1971 → Cnemidocarpa clara (Hartmeyer, 1906)
- Cnemidocarpa peruviana Millar, 1970 → Dicarpa pacifica Millar, 1964
- Cnemidocarpa polyphlebodes (Hartmeyer, 1919) → Polycarpa aurita (Sluiter, 1890)
- Cnemidocarpa rectofissura Millar, 1982 → Cnemidocarpa drygalskii (Hartmeyer, 1911)
- Cnemidocarpa regalis Michaelsen, 1922 → Cnemidocarpa hemprichi Hartmeyer, 1916
- Cnemidocarpa robinsoni Hartmeyer, 1916 → Asterocarpa humilis (Heller, 1878)
- Cnemidocarpa sabulifera (Ritter, 1913) → Cnemidocarpa rhizopus (Redikorzev, 1907)
- Cnemidocarpa translucida Peres, 1951 → Polycarpa translucida (Peres, 1951)
- Cnemidocarpa tricostata Millar, 1960 → Dicarpa tricostata (Millar, 1960)
- Cnemidocarpa valborg Hartmeyer, 1919 → Cnemidocarpa irene (Hartmeyer, 1906)
- Cnemidocarpa vestita (Alder, 1860) → Cnemidocarpa mollis (Stimpson, 1852)